# Terry Davis (politicus)
Terence (Terry) Anthony Gordon Davis (Stourbridge, 5 januari 1938 – 9 december 2024) was een Britse politicus van de Labour Party. Hij was onder meer parlementslid in het Britse Lagerhuis voor het kiesdistrict Birmingham Hodge Hill en van 2004 tot 2009 secretaris-generaal van de Raad van Europa.

## Biografie

### Jonge jaren
Davis studeerde aan de King Edward VI Grammar School (tegenwoordig het King Edward VI College) in Stourbridge. Vervolgens studeerde hij aan het University College London, waar hij in 1962 zijn LLB behaalde, en de Ross School of Business van de Universiteit van Michigan, waar hij in 1962 zijn MBA behaalde.
Van 1962 tot 1971 was hij werkzaam bij Esso, Clarks shoes en Chrysler Parts. Van 1974 tot 1979 was hij manager in de auto-industrie, te weten bij Leyland Cars.

### Parlementaire carrière
Bij de Britse verkiezingen voor het Lagerhuis van 1970 was Davis verkiesbaar voor het kiesdistrict Bromsgrove. Hij won deze verkiezingen niet, maar werd een jaar later alsnog verkozen in een extra verkiezing toen de toenmalige MP, James Dance, stierf.
Het kiesdistrict Bromsgrove werd in 1974 opgeheven. Davis probeerde zich bij de verkiezingen van 1974 opnieuw verkiesbaar te stellen voor een andere positie, maar verloor.
In 1977 werd Roy Jenkins verkozen tot President van de Europese Commissie, waarna Davis zich namens de Labour Party verkiesbaar stelde voor Jenkins' oude positie als MP voor Birmingham Stechford. Hij verloor deze verkiezingen. Twee jaar later, in 1979, won hij echter wel een meerderheid van 1.649 stemmen.
In 1983 werd ook het kiesdistrict Birmingham Stechford opgeheven. Davis werd hierna verkozen tot MP voor het kiesdistrict Birmingham Hodge Hill. Hij behield die positie totdat hij 21 jaar later uit het Lagerhuis vertrok.
In juni 2004 werd Davis verkozen tot secretaris-generaal van de Raad van Europa. Hij nam deze functie over van de Oostenrijker Walter Schwimmer. In 2009 werd hij opgevolgd door de Noor Thorbjørn Jagland.

### Persoonlijk leven
Davis trouwde in 1963 met Anne Cooper. Samen hebben ze een zoon en een dochter.
Davis overleed op 9 december 2024 op 86-jarige leeftijd.
- Gemeinsame Normdatei: 1028089430
- International Standard Name Identifier: 0000 0004 4883 9016
- Nationale Bibliotheek van Tsjechië: xx0055428
- Virtual International Authority File: 85657648
- WorldCat: E39PBJjxrjFqrGyHK7r4pRfjG3